# نهوض كوكب القردة
نهوض كوكب القردة (بالإنجليزية: Rise of the Planet of the Apes)‏ هو فيلم سينمائي أمريكي صدر سنة 2011 من إخراج روبرت ويات وبطولة جيمس فرانكو. الفيلم من نوع الخيالي من إنتاج شركة تونتيث سينتشوري فوكس (تونتيث سينتشوري فوكس)، يعيد من خلال سلسلة جديدة، تناول قصة كوكب القردة التي سردتها سلسلة أفلام أطلقت منذ أكثر من 40 عاما.
قصة الفيلم الذي يقدم كبداية قصة، تتحدث عن محاولات البشر لدراسة ذكاء القرود وتطويره، حيث يتم اللجوء للهندسة الوراثية من أجل ذلك لتخرج في الأخير عن سيطرة الإنسان. مثل هذه القصص تكررت كثيرا في السينما وتأتي هذه المرة لتتناول القردة ويصبح هذا الفيلم السابع الذي يتبع النسخة الأصلية التي وصلت للشاشة الفضية عام 1968.
حقق فيلم نهوض كوكب القردة إيرادات قوية حيث جمع في أول أسبوع له ما يقرب من 54 مليون دولار، وبذلك يصل معدل أول أسبوعين إلى ما يقرب من 105 ملايين دولار. بينما وصل إجمالي إيراداته العالمية في أسبوعين أكثر من 180 مليون دولار.

## وصلات خارجية
- نهوض كوكب القردة على موقع IMDb (الإنجليزية)
- نهوض كوكب القردة على موقع ميتاكريتيك (الإنجليزية)
- نهوض كوكب القردة على موقع روتن توميتوز (الإنجليزية)
- نهوض كوكب القردة على موقع نتفليكس (الإنجليزية)
- نهوض كوكب القردة على موقع قاعدة بيانات الأفلام العربية
- نهوض كوكب القردة على موقع ألو سيني (الفرنسية)
- نهوض كوكب القردة على موقع Turner Classic Movies (الإنجليزية)
- نهوض كوكب القردة على موقع أول موفي (الإنجليزية)
- نهوض كوكب القردة على موقع بوكس أوفيس موجو (الإنجليزية)
- نهوض كوكب القردة على موقع فيلمافينيتي (الإسبانية)